# Вибухи на російських літаках (2004)
Вибухи на російських літаках 2004 року — великі авіаційні катастрофи в результаті терактів, що відбулися у вівторок 24 серпня 2004 року в Росії. Практично одночасно (з інтервалом в одну хвилину) в повітрі вибухнули два літаки: Ту-134А-3 авіакомпанії «Волга-Авіаекспрес» (рейс WLG1303 Москва—Волгоград) і Ту-154Б-2 авіакомпанії «Сибір» (рейс SBI1047 Москва—Сочі). Обидва літаки вилетіли з московського аеропорту Домодєдово. Через годину з чимрсь після зльоту обидва лайнери були підірвані терористками-смертницями. Рейс 1303 впав на землю біля населеного пункту Бучалки (Тульська область); рейс 1047 зазнав катастрофи у районі селища Глибокий (Ростовська область). Всього загинуло 89 осіб: 43 на борту рейсу 1303 (34 пасажири і 9 членів екіпажу) і 46 — на рейсі 1047 (38 пасажирів і 8 членів екіпажу). Президент Росії Володимир Путін оголосив у Росії 26 серпня 2004 року днем жалоби за загиблими.

## Рейс 1303
Рейс WLG1303 вилетів з Москви о 22:30 MSK і взяв курс на Волгоград. На його борту знаходилися 34 пасажири і 9 членів екіпажу.
У 22:54, коли літак пролітав над Тульської областю, в його хвостовій частині стався сильний вибух. Розірваний на дві частини лайнер впав на землю з висоти 9500 метрів. Уламки літака знайшли в 2 кілометрах на північ від населеного пункту Бучалки Кімовського району Тульської області. Хвостова частина лайнера лежала у 700 метрах від носової частини та крил. Усі 43 особи на його борту загинули.
Вибух у літаку влаштувала 30-річна терористка-смертниця Амінат Нагаєва. Рідна сестра Амінат — Роза Нагаєва — була знищена через кілька днів під час штурму захопленої терористами школи у Беслані.

## Рейс 1047
Рейс SBI1047 вилетів з Москви о 21:35 MSK й взяв курс на Сочі. На його борту перебували 38 пасажири й 8 члени екіпажу.
У 22:53, під час польоту над Ростовською областю, у хвостовій частині рейсу 1047 стався сильний вибух. На борту лайнера утворилася діра, були перебиті приводи і проводки управління, хвостова частина відірвалася. Літак втратив керування і почав падати. Екіпаж всіма силами намагався утримати літак у повітрі, проте у 22:55 MSK некерований лайнер зазнав аварії в районі селища Глибокий Кам'янського району Ростовської області й повністю зруйнувався. Деякі уламки літака впали на житлові будинки селища, але на землі ніхто не постраждав. Всі 46 осіб на його борту загинули.
6 пасажирів зареєструвалися на рейс 1047 перед посадкою, проте на борт вони не потрапили. Багаж запізнившихся осіб був знятий. З'ясуванням обставин запізнення пасажирів займалася державна комісія; проте результати її роботи залишилися невідомими.
Вибух у літаку влаштувала друга терористка-смертниця — 37-річна Сацита Джебірханова.

## Розслідування
Ще до вильоту підірваних літаків капітан міліції Михайло Артамонов затримав Нагаеву і Джебирханову в аеропорту Домодєдово для перевірки документів, але не обшукав їх й відпустив. Смертниці на той момент були одягнені легко й, судячи з усього, ще без вибухівки. Протягом наступної години вони сіли на свої рейси. Після терактів Артамонова звинуватили в злочинній недбалості. У травні — червні 2005 року над ним відбувся суд, й 30 червня Домодєдовський міський суд засудив Михайла Артамонова до 7 років позбавлення волі.
Після того як терористки були відпущені Артамоновим, спекулянт Армен Арутюнян продав їм квитки без пред'явлення паспортів. Нагаєва придбала квиток на рейс WLG1303 за $ 170, а Джебірханова дала хабар в розмірі 2000 рублів Арутюняну за допомогу в купівлі квитка. 1000 рублів було передано Арутюняном представнику авіакомпанії "Сибір" Миколі Коренкову за переоформлення квитка на більш ранній рейс. Арутюнян і Коренков були засуджені до півтора років колонії.
Потім Нагаєва й Джебірханова благополучно пройшли передпольотний контроль й потрапили на борт літаків.

## Відповідальність за теракти
Відразу після терактів відповідальність за них взяла терористична організація «Бригади Ісламбулі». Але чеченський терорист Шаміль Басаєв заявив, що теракти підготував він. 17 вересня 2004 року він опублікував на вебсайті чеченських сепаратистів «Кавказ-центр» заяву, в якій стверджував, що теракти обійшлися йому в $4000.
В інтерв'ю Андрію Бабицькому Басаєв стверджував, що надіслані їм терористки не підривали літаки, а тільки захопили їх.

## Шкоди та страхові виплати
Особливістю визнання цих катастроф страховими випадками і врегулювання цих страхових випадків стало те, що вони були викликані терактами, що є винятком для більшості договорів страхування.
Виплати по страхуванню каско повітряних суден не проводилося по жодному з літаків. Компенсації жертвам проводилися страховими компаніями, та авіакомпаніями «Сибір» й «Волга-Авіаекспрес», а також федеральним й регіональними бюджетами.